# Fatti diversi di storia letteraria e civile
Fatti diversi di storia letteraria e civile è una raccolta di saggi di storia e di letteratura di Leonardo Sciascia, pubblicata nel 1989 presso Sellerio poco prima di morire.

## Contenuti
- Come si può essere siciliani?
- La contea di Modica
- Quadri come diamanti
- Il calzolaio di Messina
- Guastella, il barone dei villani
- Masoch e Verga
- D'Annunzio alla Piacente
- Invenzione di una prefettura
- La biblioteca di Mattia Pascal
- I luoghi del «Gattopardo»
- L'Omnibus di Longanesi
- C'era una volta il cinema
- E come il cielo avrebbe potuto non essere…
- Majorana e Segrè
- Il ritratto di Pietro Speciale
- I misteri di Courbet
- Ni muy atrás ni muy adelante
- Odori
- Il ritratto fotografico come entelechia
- Scrittori e fotografia
- Stendhal for ever
  - Duecento anni dopo
  - I privilegi
  - Stendhal e la Sicilia

## Edizioni
Leonardo Sciascia, Fatti diversi di storia letteraria e civile, Sellerio, 1989.